# Älmhult (Gemeinde)
Koordinaten: 56° 33′ N, 14° 8′ O

Älmhult ist eine Gemeinde (schwedisch kommun) in der schwedischen Provinz Kronobergs län und der historischen Provinz Småland. Der Hauptort der Gemeinde ist Älmhult. Mit 895 km² ist die Gemeinde flächenmäßig ähnlich groß wie die deutsche Bundeshauptstadt Berlin.

## Größere Orte
- Älmhult
- Delary
- Diö
- Eneryda
- Häradsbäck
- Liatorp

## Persönlichkeiten
- Carl von Linné (1707–1778), Naturwissenschaftler
- Ingvar Kamprad (1926–2018), Unternehmer, Gründer von IKEA